# Розмальована вуаль (роман)
«Розмальо́вана вуа́ль», або «Візерунко́вий по́крив» (англ. The Painted Veil) — роман англійського письменника Вільяма Сомерсета Моема.

## Сюжет
В романі розповідається історія життя молодої дівчини Кітті Фейн, яка виросла в заможній родині, її батько державний адвокат, людина безхарактерна та м'яка, а мати меркантильна та авторитарна, яка цінує лише соціальний статус, владу та гроші. У Кітті є молодша сестра Доріс, обділена красою. Мати вирішує, що її дочка уже доросла та намагається її вдало видати в шлюб, Кітті починає відвідувати бали та різноманітні світські події, доступ на які організовує її мати. Проходить понад три роки, Кітті уже 25, але вона все не вибере гідного кандидата. Тим часом її сестра уже почала ходити на бали та одразу ж заручилася з відомим лікарем, який отримав аристократичний титул. Під тиском матері та щоб випередити сестру, Кітті одружується з Волтером Фейном, який абсолютно неочікувано освідчився їй, і за інших обставин вона ніколи б не звернула на нього увагу. Через три місяці подружнього життя Кітті розуміє, що припустилась помилки, ніяких почуттів до чоловіка у неї немає, лише відраза та ненависть. Волтер безмежно закоханий у Кітті та робить усе, щоб їй догодити, хоча й розуміє, що, крім вроди, у неї нічого немає і її внутрішній світ порожній, а життєві цінності безглузді.
Волтер і Кітті переїжджають до Гонконгу, де Волтер працює. Кітті знайомиться з світським товариством англійської колонії в Шанхаї, починає таємно зустрічатись з красивим одруженим чиновником Чарльзом Таунсендом і безмежно в нього закохується.
Волтер дізнається про зраду і ставить ультиматум: або Кітті їде з ним в китайську провінцію, де вирує небезпечна епідемія холери, або її коханець повинен одружитися з нею. Кітті радіє, що зможе позбутися ненависного чоловіка, але Чарльз Таунсенд кидає її напризволяще, вважаючи, що його кар'єра важливіша за кохання. З розбитим серцем вона їде до китайського містечка. Там Волтер постійно працює, намагаючись зупинити епідемію, а Кітті нудьгує. Вона знайомиться з Уоддінгтоном, який є ледь не єдиним англійцем у містечку. Уоддінгтон презирливо відгукується про Таунсенда, кажучи, що він має тільки симпатичне обличчя, а карʼєрою він завдячує своїй дружині. Також він розповідає, що Таунсенд постійно має коханок, його дружина знає про це, але вважає всіх його коханок дурепами. Уоддінгтон знайомить її з черницями-француженками, які допомагають Уолтеру боротися з епідемією. Кітті набуває поваги до черниць і просить їх дозволити їй допомагати їм. Настоятелька монастиря залучає її до роботи в дитячому притулку для дівчаток, який існує при монастирі.
Невдовзі Кітті дізнається що вагітна. Вона розуміє, що батько дитини скоріше за все Таунсенд. Волтер питає її, хто батько дитини, вона не відповідає. Волтер в результаті експерименту хворіє на холеру та раптово помирає. Кітті, передбачивши смерть чоловіка, просить у нього пробачення, а у відповідь чує передсмертну фразу: «А от той пес помер»(останній рядок вірша О. Голдсміта, в якому йдеться про чоловіка, що його вкусив скажений пес. Люди пророчили смерть чоловікові, але натомість помер сам пес). Черниці відправляють Кітті назад до Англії.
Повертаючись додому в Англію, Кітті їде через Гонконг, де зустрічається з дружиною колишнього коханця Чарльза, Дороті, яка пропонує пожити у них перед від'їздом. Вона погоджується, вважаючи, що змінилася, стала сильною, мудрішою і хотіла б поглянути у вічі Чарльзу. Але залишившись з ним наодинці, не може протистояти його напору та віддається йому. Після цього вона відчуває сильні муки сумління, самотня, нікчемна та принижена вона повертається додому. Вона відчуває страх, думаючи про зустріч з матір'ю.
В Лондоні Кітті дізнається про смерть матері. А її батько, відчувши полегшення та свободу, погоджується на посаду судді на Багамах. Кітті благає його взяти її з собою в надії почати нове життя.

## Головні герої
- Кітті Фейн — головна героїня роману, молода красива легковажна дівчина з заможної родини, яка мріє вдало вступити в шлюб.
- Волтер Фейн — лікар-бактеріолог, чоловік Кітті Фейн.
- Чарльз Таунсенд — державний чиновник, коханець Кітті Фейн.

## Переклад українською мовою
- Вільям Сомерсет Моем. Розмальована вуаль / пер. з анг. Олександра Гординчук. — Х. : Клуб сімейного дозвілля, 2016. — 224 с. — ISBN 978-617-12-1843-7.